# قلعه سعدآباد
بقایای قلعه سعدآباد مربوط به سدهٔ ۸ تا ۱۳ ه.ق است و در شهرستان تایباد، بخش مرکزی، روستای سعد آباد واقع شده و این اثر در تاریخ ۲۲ مرداد ۱۳۸۴ با شمارهٔ ثبت ۱۳۱۳۴ به‌عنوان یکی از آثار ملی ایران به ثبت رسیده‌است.